# Маргарете Шрамбьок
Маргарете Шрамбьок (нар. 12 травня 1970, Санкт-Йоганн-ін-Тіроль, Австрія) — австрійський бізнесмен та політик. З 7 січня 2020 року вона обіймає посаду міністра цифрових та економічних справ у другому уряді Курца; раніше вона вже обіймала цю посаду з грудня 2017 року по червень 2019 року в першому уряді Себастьяна Курца. З травня 2016 року по жовтень 2017 року вона була головним виконавчим директором австрійського оператора мобільного зв'язку A1 Telekom Австрія. Шрамбьок — член Австрійської народної партії.

## Раннє життя та навчання
Народилася 12 травня 1970 року в Санкт-Йоганн-ін-Тіроль. У 1989 році закінчила гімназію в своєму рідному містечку.
Шрамбьок здобула ступінь магістра в галузі соціальних та економічних наук у Віденському університеті економіки та бізнесу у 1994 році, захистивши магістерську дисертацію про міжнародний ринок алмазів. Потім в тому ж університеті вона отримала ступінь доктора соціальних та економічних наук у 1997 році з дисертацією про майбутнє бізнес-консалтингу. У 1999 році отримала ступінь MBA у Ліонському університеті.

## Кар'єра
Починаючи з 1995 року, Шрамбьок працювала на різних посадах у компанії Alcatel. У 1995—1997 роках вона була аудитором Центральної та Східної Європи. У 1997 році вона перейшла в E Business підрозділ компанії, обіймаючи посаду керівника управління активами та директора служби обслуговування в Австрії з 1999 року. У 2000 році вона стала засновником та виконавчим директором NextIraOne Австрія. З 2008 по 2011 рік вона також керувала NextIraOne Німеччина. Коли у 2014 році NextIraOne стала дочірньою компанією Dimension Data, Шрамбьок залишилися на посаді керуючого директора Dimension Data Австрія.
Починаючи з 1 травня 2016 року, вона стала керівником А1 Telekom Австрія, одного з найбільших операторів мобільного зв'язку країни. Вона мала обіймати цю посаду п'ять років. 17 жовтня 2017 року, лише через два дні після австрійських парламентських виборів 2017 року, А1 підтвердили, що Маргарете Шрамбьок йде з посади.
В той час Шрамбьок не була членом жодної політичної партії, але була близькою довіреною особою Йоханни Мікль-Ляйтнер, колишнього міністра внутрішніх справ члена Австрійської Народної Партії. Шрамбьок вважалася потенційним міністром і приєдналася до Народної партії протягом декількох тижнів після свого звільнення. 18 грудня 2017 року Шрамбьок стала новим міністром науки, досліджень та економіки в уряді Себастьяна Курца. Того ж дня вона заявила, що приєднається до президії регіонального осередку Народної партії в Тіролі. Після перерозподілу міністерських обов'язків, Шрамбьок з 8 січня 2018 року було призначено міністром з цифрових та економічних справ.
Шрамбьок живе в місті Санкт-Андре-Вердерн, поблизу Відня в Нижній Австрії.

## Нагороди
- 2017: Тіролець року[14].
- 2017: Менеджер року від Віденського університету економіки та бізнесу[15].